# Арнберг, Элиза
Елизавета (Элиза) Арнберг (швед. Elisabeth (Elise) Zénaide Arnberg;  11 ноября 1826 года — 6 сентября 1891 года) — шведская художница-миниатюрист, фотограф. 
Известна портретной миниатюрой на слоновой кости, но также занималась искусством фотографии. Работала акварелью, гуашью и пастелью. Картины художницы выставлялись на художественных выставках в Стокгольме, её работы представлены в Национальном музее в Швеции.

## Биография
Елизавета Арнберг родилась 11 ноября 1826 года. Была дочерью художника-чеканщика Эрика Талена (Eric Talén, 1783—1839) и Генриетты Энгельбрехт (Henrietta Engelbrecht).
В 1859 году вышла замуж за фотографа Арнберга Туре (Thure Arnberg) (1810—1866). Училась искусству живописи у шведского художника Августа Мальмстрёма и у художника-графика Андерса Лундквиста. Супруги Арнберг жили в городе Фалуне. Через год после смерти мужа Елизавета Арнберг переехала в Стокгольм, где и прожила всю оставшуюся жизнь.
Елизавета Арнберг принимала участие в выставках, организованных Стокгольмской художественной ассоциацией. Её произведения состоят  в основном из миниатюр, выполненных на слоновой кости. На её миниатюрах изображены шведские ученые, инженеры, политические деятели, короли и королевы, принцессы и другие видные шведские деятели. В годы жизни в Фалуне она также занималась искусством фотографии.
Елизавета Арнберг скончалась в сентябре 1891 года в Стокгольме.
В настоящее время произведения Арнберг находятся в Национальном музее Швеции (г. Стокгольм), в Национальном музее Финляндии (г. Хельсинки), в Шведской государственной портретной галерее, в частных художественных коллекциях.

## Bildgalleri

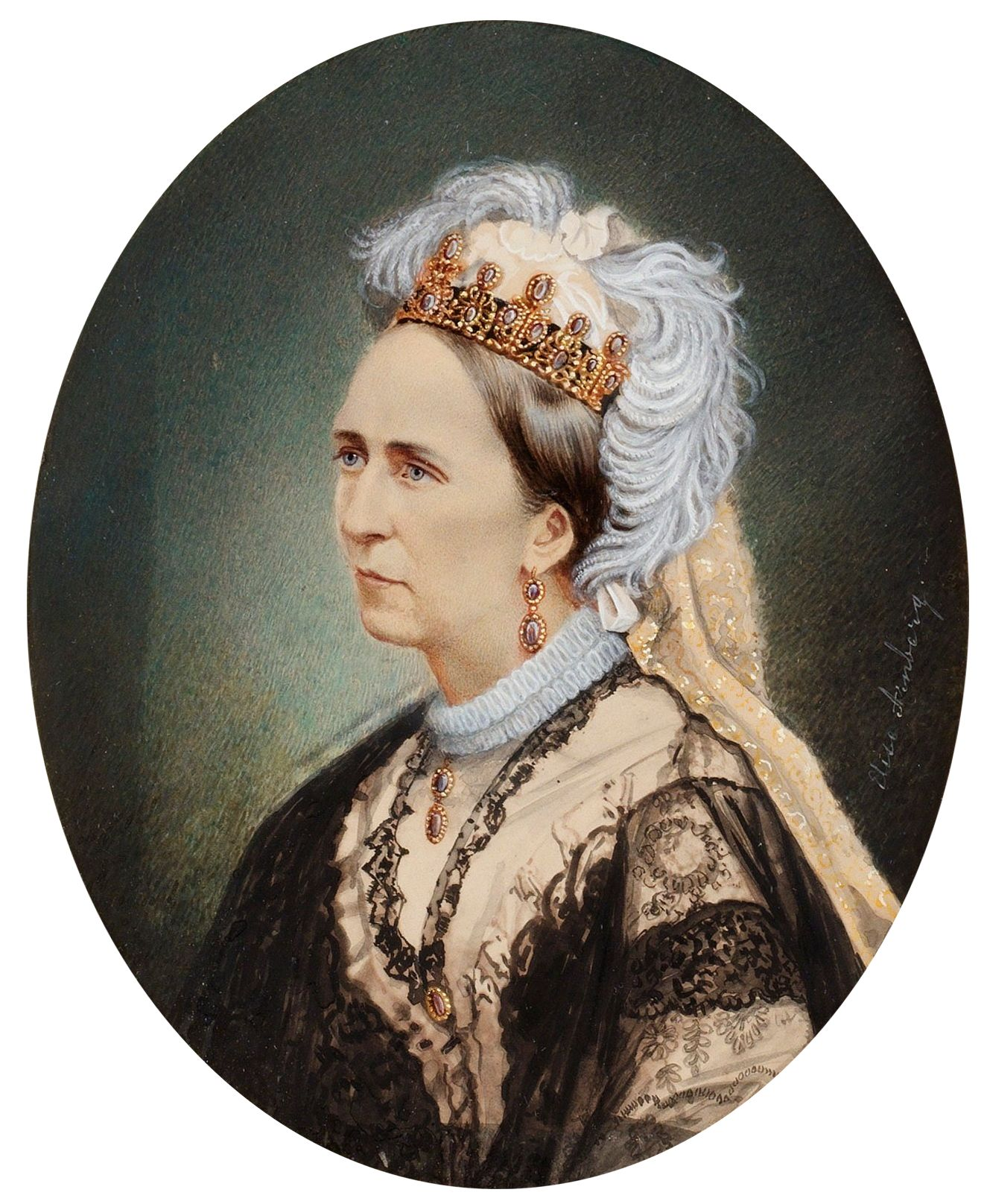
Элиза Арнберг. Портрет принцессы Евгении Шведской
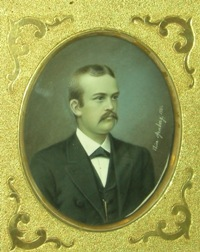
Портрет инженера Карла Густава Далеруса (Carl Gustav Dahlerus)
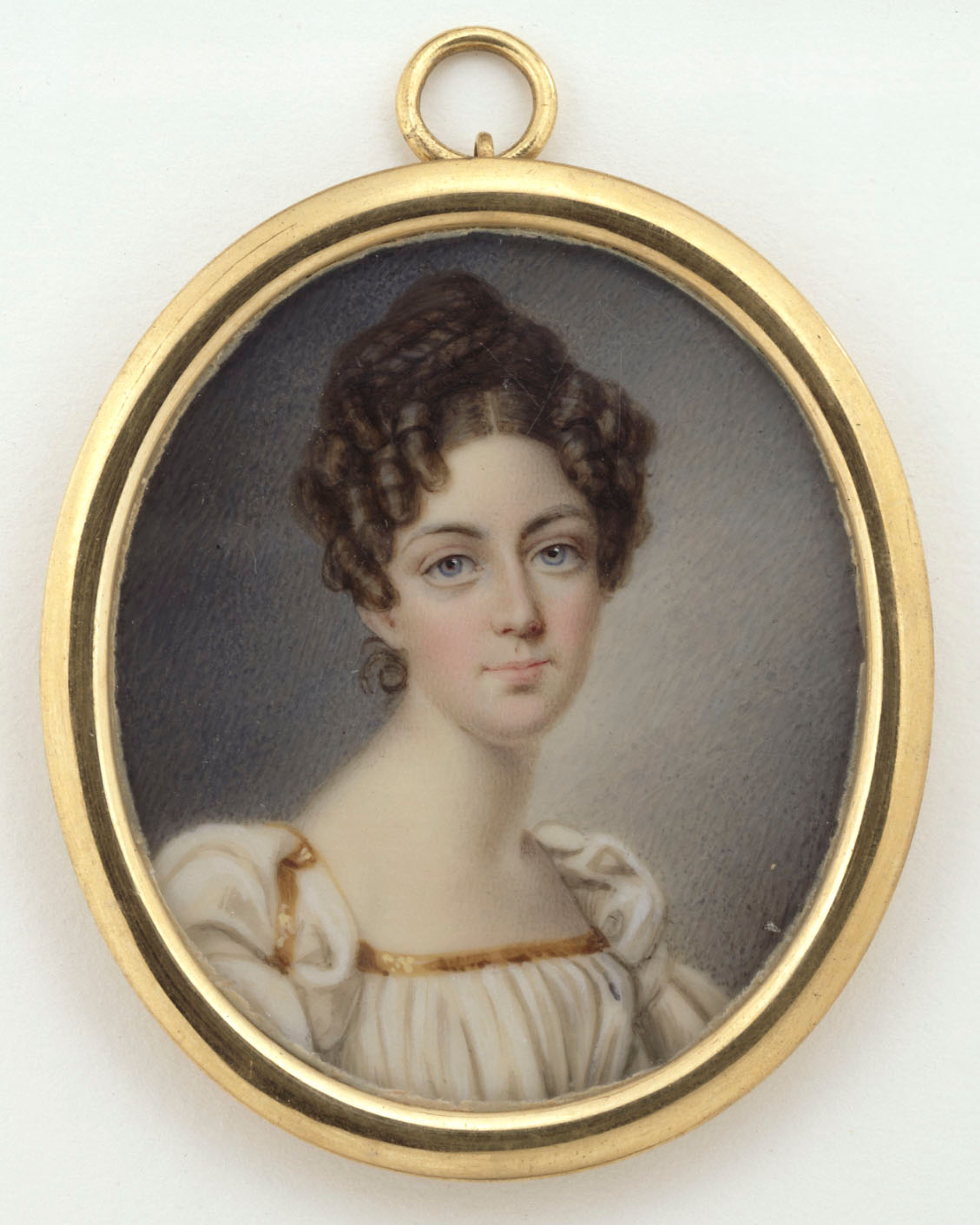
Принцесса Жозефина
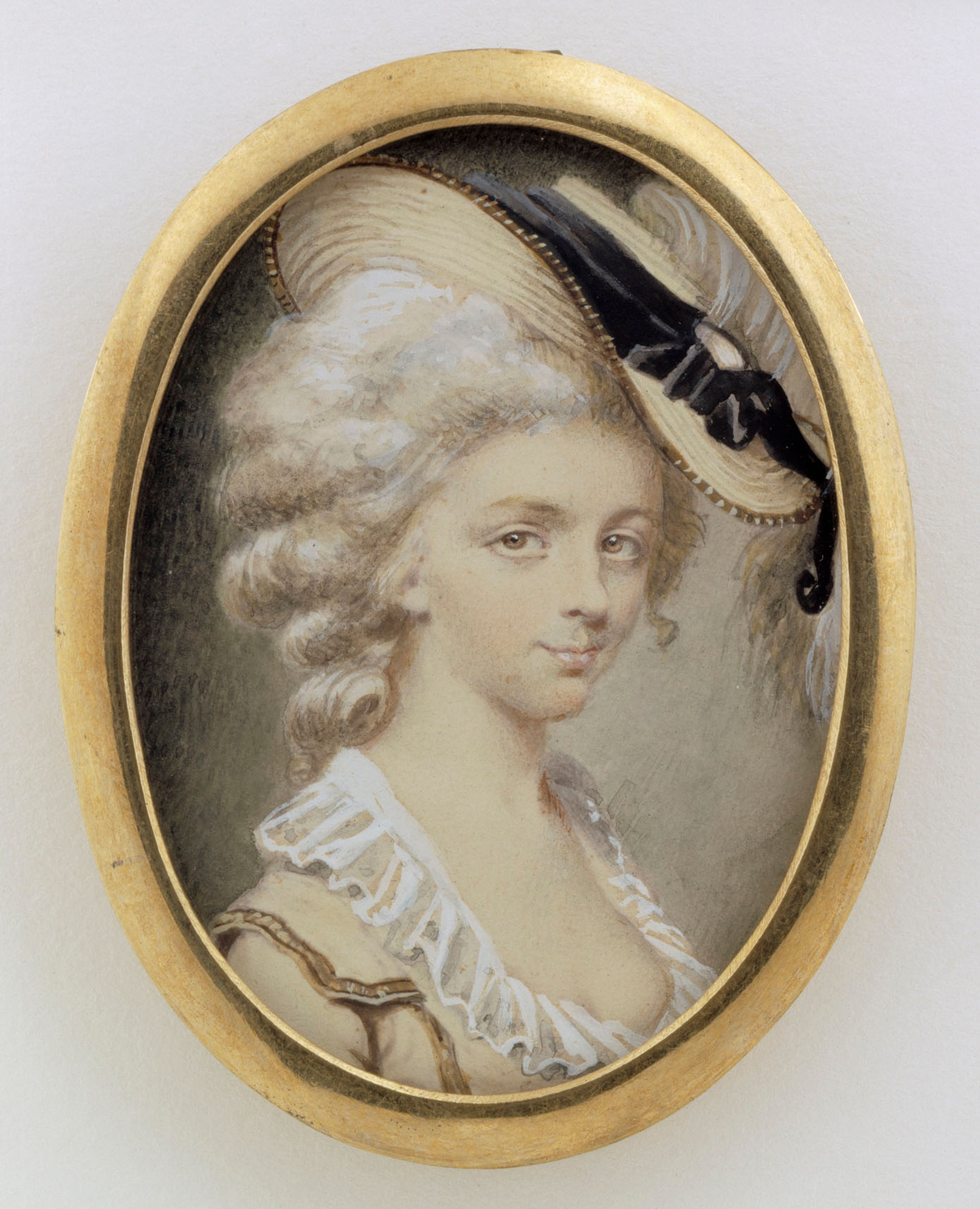
Элиза Арнберг. Портрет леди
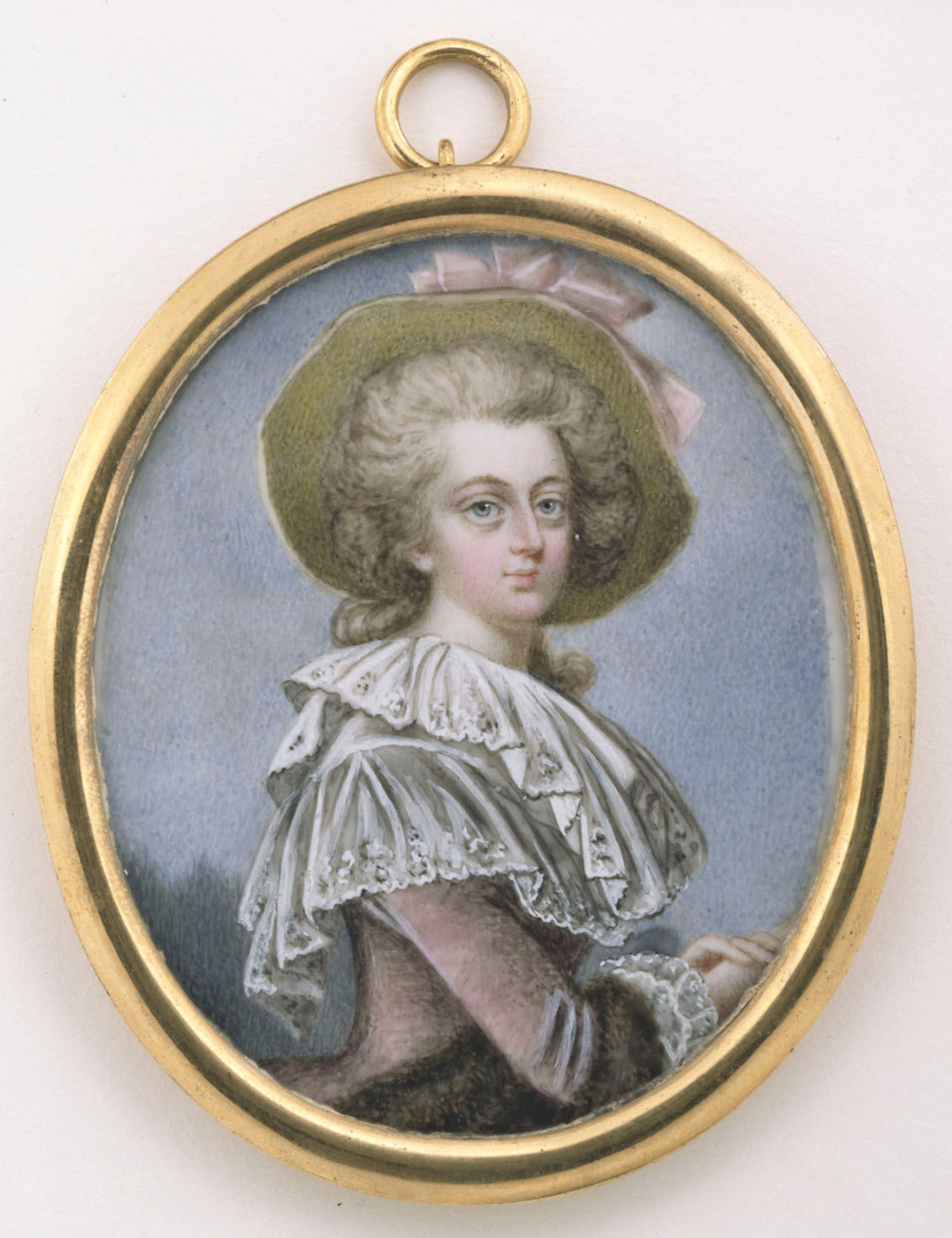
Королева Мария Антуанетта
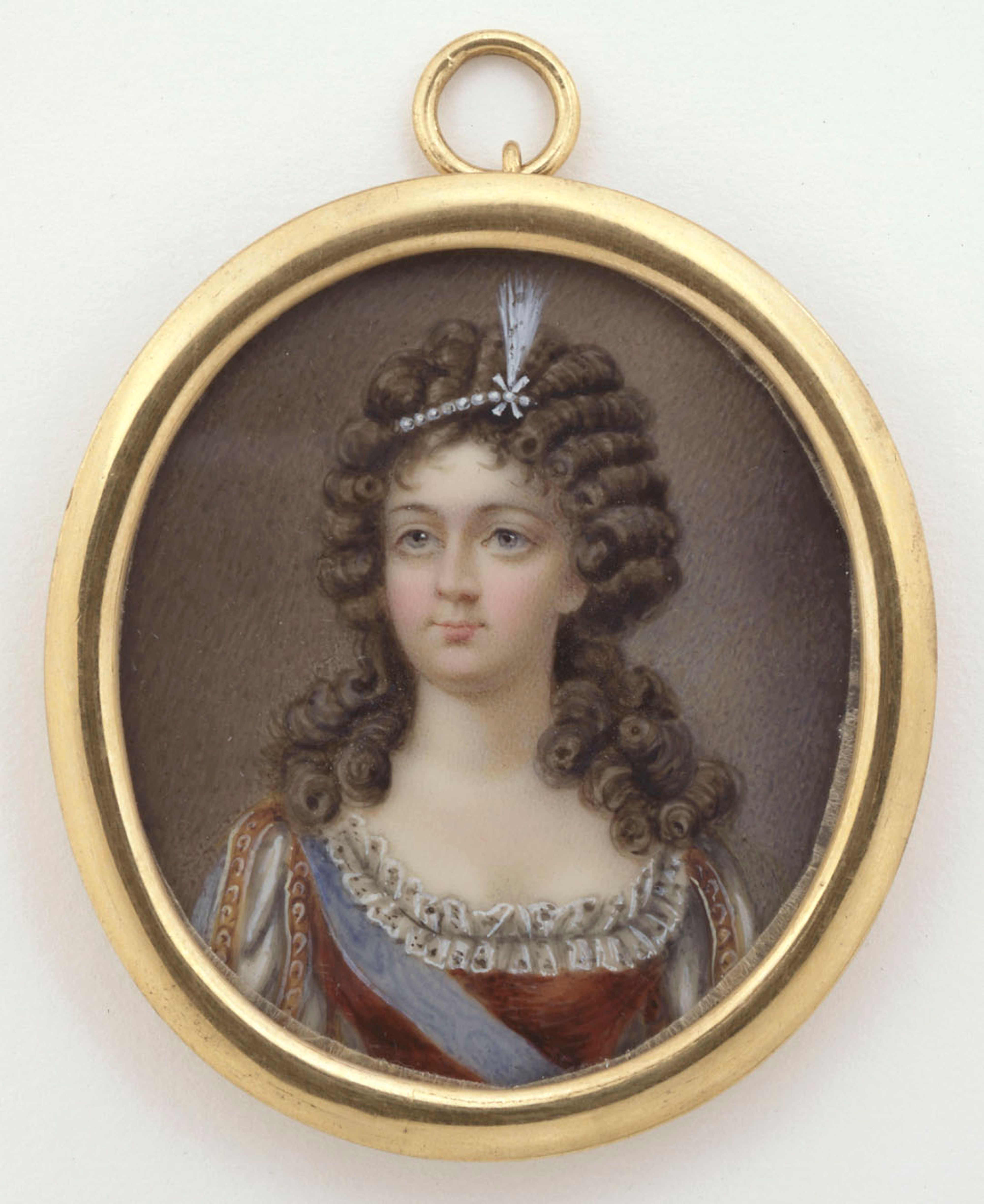
Королева Фредерика Доротея
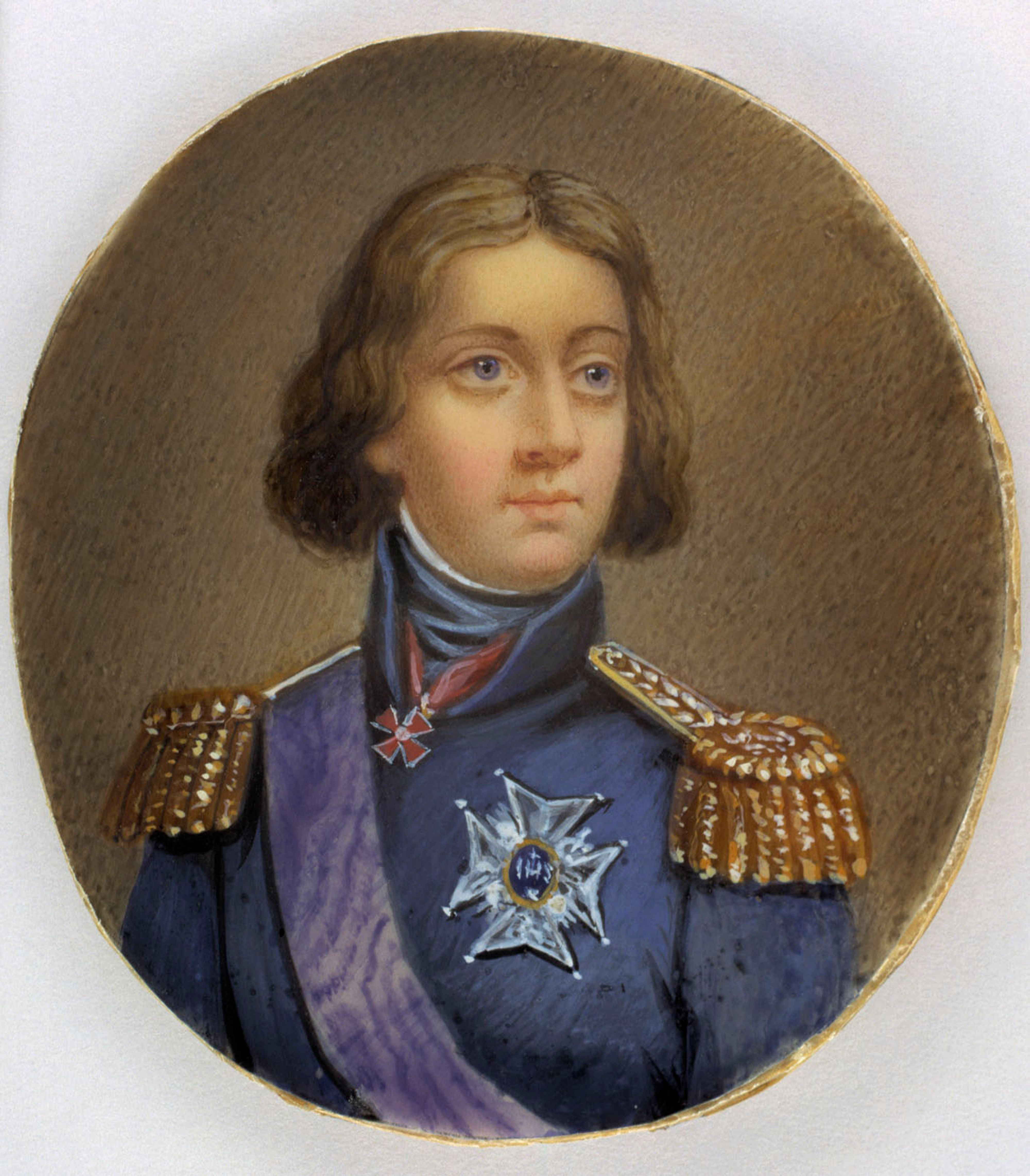
Король Густав IV Адольф
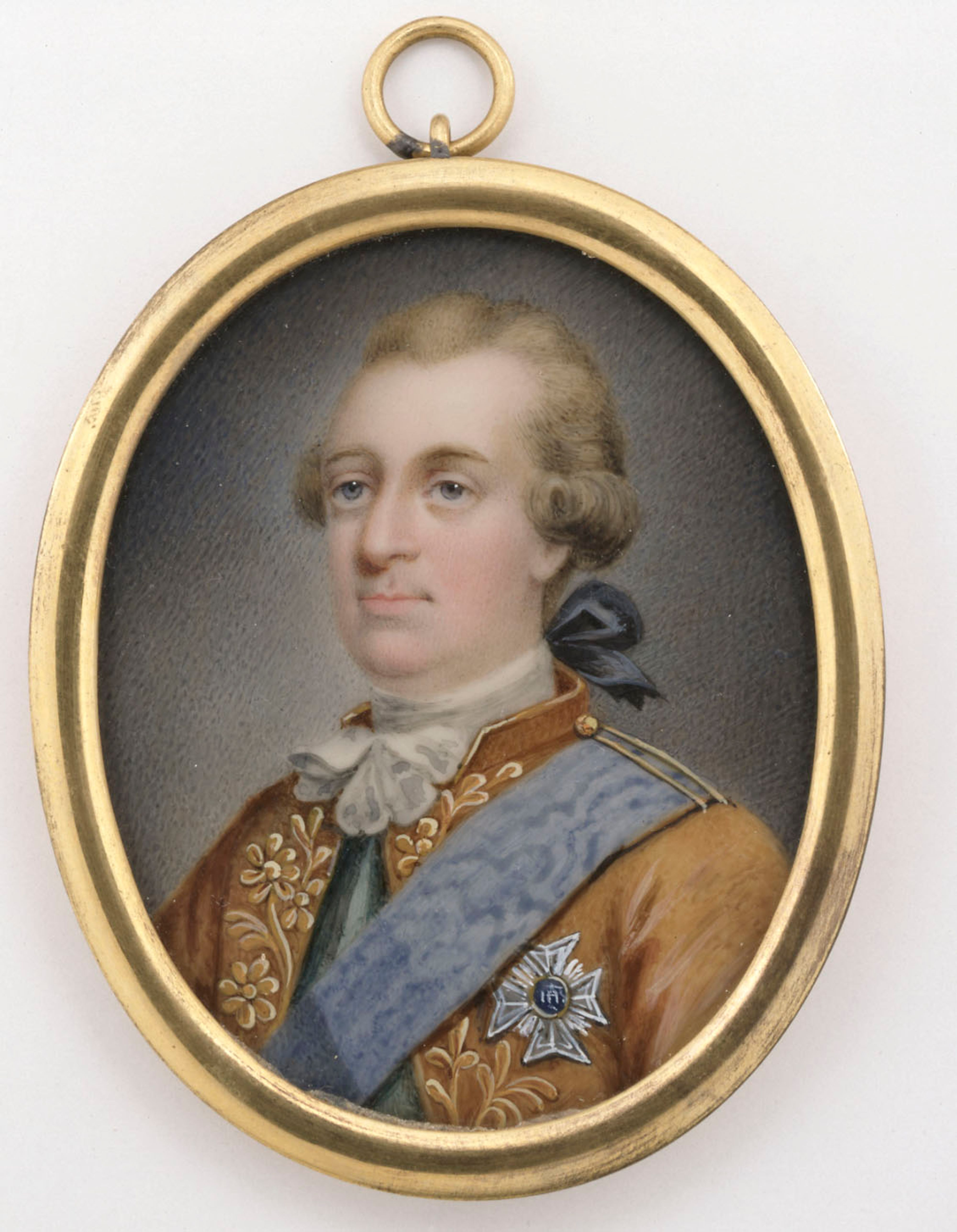
Король Адольф Фредерик